# Borja Mendia
Borja Mendia Sangroniz (Bilbao, 10 novembre 1994) è un cestista spagnolo.